# Feleti Sevele
Frederick Vaka'uta Sevele (Nukualofa, 7 de julio de 1944) es un político tongano, que se desempeñó como primer ministro de Tonga entre el 2006 y 2010. 

## Biografía

### Educación
Comenzó su educación secundaria en Apifo'ou College, ubicado en Tonga, después fue a Fiyi y estudió en la Universidad de San Juan en Levuka, en la isla de Ovalau, y en los Hermanos maristas en Suva. Más tarde fue a la Universidad de San Bede en Christchurch, Nueva Zelanda, antes de ir a la Universidad de Canterbury en donde se graduó en matemáticas y licenció en geografía económica.

### Carrera política
Fue elegido como uno de los nueve representantes para la Asamblea Legislativa en 1999, siendo reelegido en 2002 y 2005.  En marzo de 2005 fue nombrado para formar parte del Gabinete como Ministro de Trabajo, Comercio e Industrias, en este cargo negoció la integración del país en la Organización Mundial del Comercio.

## Primer ministro

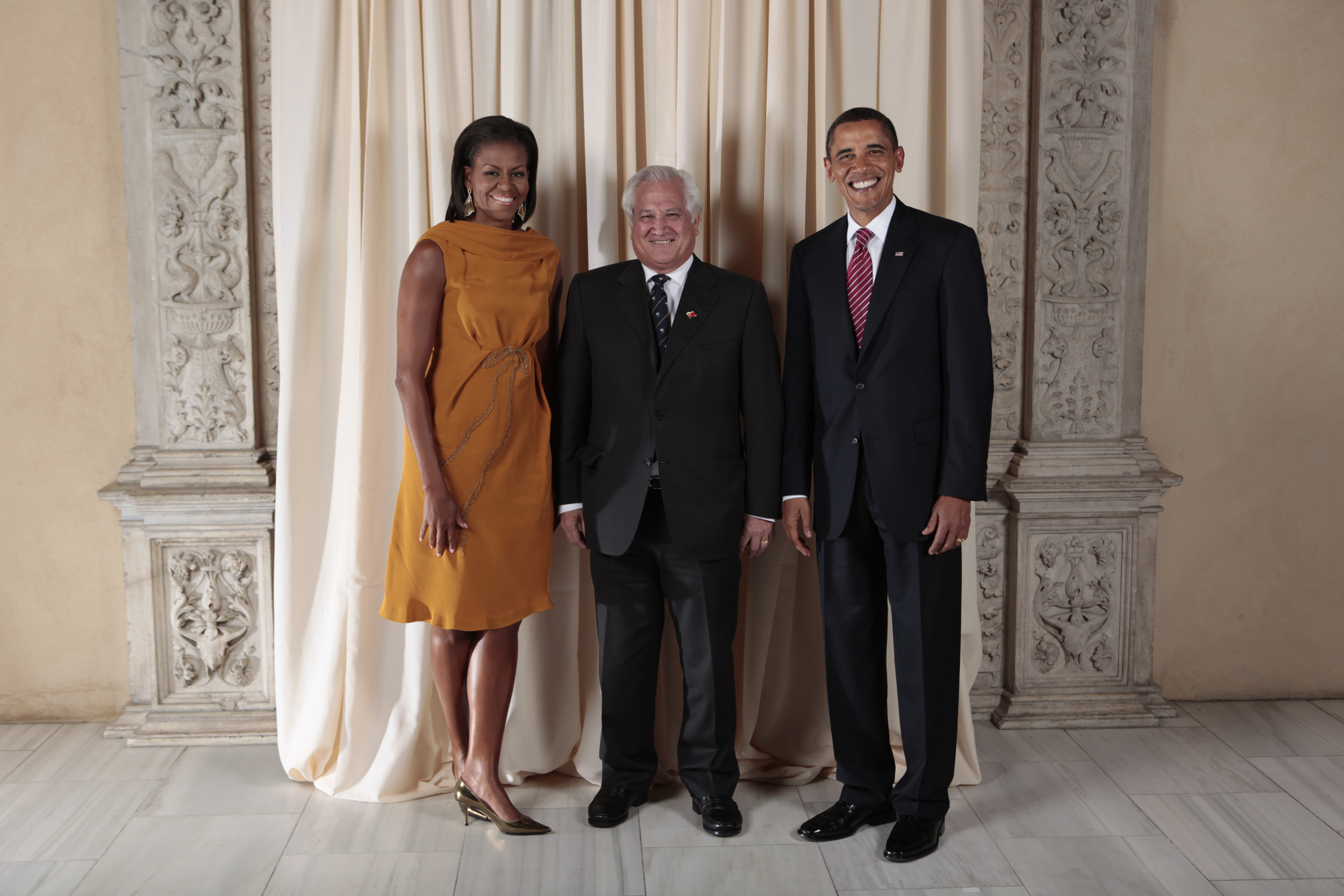
Sevele junto al presidente estadounidense Barack Obama, y la primera dama Michelle en una recepción en el Museo Metropolitano de Arte de Nueva York, 2009.

Ocupó el cargo de primer ministro interino después de la dimisión repentina del príncipe Lavaka Ata 'Ulukalala el 11 de febrero de 2006, poco después, el 30 de marzo, fue ratificado en el cargo por el rey Taufa'ahau Tupou IV.
El 19 de septiembre de 2007, la presidenta de Filipinas, Gloria Macapagal-Arroyo, lo recibió en la residencia de Malacañán de Cebú. Sevele asistió a la conferencia "Movilización de la ayuda para el comercio" del Banco Asiático de Desarrollo, la cual se desarrolló del 18 al 20 de septiembre.
El 26 de febrero de 2008, tras la renuncia del Ministro de Finanzas Siosiua 'Utoikamanu, Sevele asumió temporalmente su cartera hasta que el 20 de marzo, 'Otenifi Afu'alo Matoto fue nombrado para ocupar ese cargo.
Sevele no se presentó para las elecciones de 2010. Después de terminar su mandato, el rey Jorge Tupou V le otorgó el título de Lord Sevele de Vailahi.

### Gabinete
| Cartera                                                                                      | Titular                              |
| -------------------------------------------------------------------------------------------- | ------------------------------------ |
| Primer ministro Ministerio de Comunicaciones Ministerio de Trabajo, Comercio e Industrias    | Feleti Sevele                        |
| Vice primer ministro Ministerio de Salud                                                     | Viliami Tangi                        |
| Ministerio de Agricultura, Bosques y Alimentos                                               | Viliami Tupoulahi Mailefihi Tuku'aho |
| Ministerio de Aviación Civil, Marina y Puertos                                               | Paul Karalus                         |
| Ministerio de Defensa de las Fuerzas Armadas de Su Majestad Ministerio de Asuntos Exteriores | Feleti Sevele                        |
| Ministerio de Educación y Cultura                                                            | Tevita Hala Palefau                  |
| Ministerio de Finanzas                                                                       | Siosiua Utoikamanu                   |
| Ministerio de Justicia                                                                       | Samiu Vaipulu                        |
| Ministerio de Tierras, Encuestas, Recursos Naturales y Medio Ambiente                        | Siosaʻia Maʻulupekotofa Tuita        |
| Ministerio de Policía, Bomberos y Prisiones                                                  | Viliami Tangi                        |
| Ministerio de Turismo                                                                        | Fineasi Fukani                       |
| Ministerio de Formación, Empleo, Juventud y Deportes.                                        | Siale'ataonga Tu'ivakano             |
| Ministerio de Servicios de Ingresos                                                          | Teisina Fuko                         |
| Fuenteː                                                                                      |                                      |